# Маринов, Никола
Никола Маринов (болг. Никола Абаджиев Маринов / Nikola Marinov; 10 июля 1879, Эски Джума, Болгария — 16 декабря 1948, София, Болгария); болгарский живописец-акварелист, влиятельный педагог, ректор Софийской Академии художеств в 1930-е годы.

## Биография
Никола Маринов родился 10 июля 1879 года в Ескѝ Джумая̀ (современный Тырго̀виште), Болгария.
Закончил в 1903 году с золотой медалью Академию художеств / англ. Accademia Albertina в Турине (Италия) по специальности живопись. Его педагогами были профессора Джакомо Гроссо (1860—1938) и Андреа Тавернье (англ.) (1858—1932). Остался на два года стажироваться в Италии. После возвращения в 1906 году в Болгарию работал преподавателем изобразительного искусства в Софии.
Как и другие знаменитые художники Ярослав Вешин, Владимир Димитров-Майстора, Константин Штыркелов, в годы Балканских войн (1912—1913), а затем и Первой мировой, Никола Маринов был на линии огня, причём строевым офицером.
С 1919 по 1921 год Маринов в должности штатного художника служил в Министерстве образования.
С 1921 по 1940 год был профессором в Академии художеств (и ректором Академии в 1935—1937 годах). Среди его учеников ряд известнейших болгарских художников: Илия Бешков, Александр Жендов, Ненко Балкански, Илия Петров, Александр Стаменов, Василка Генадиева (болг.), Иван Ненов. В собственных занятиях живописью из всех техник предпочитал акварель. Автор портретов (по большей части — женских), пейзажей, фигуративных композиций; фресок в церквях Пловдива, Ловеча, Бела-Черквы, Перника; в храме Святого Александра Невского в Софии. Участвовал во многих групповых и персональных выставках в Болгарии и за рубежом: в Белграде, Берлине, Венеции, Загребе, Риме. Его картины находятся в собрании Национальной художественной галереи Болгарии в Софии, галерей в Бургасе, Варне, Велико Тырново, Кырджали, Пловдиве, Разграде, Тырговиште, Хасково.
Никола Маринов умер 16 декабря 1948 года в Софии.

## Память

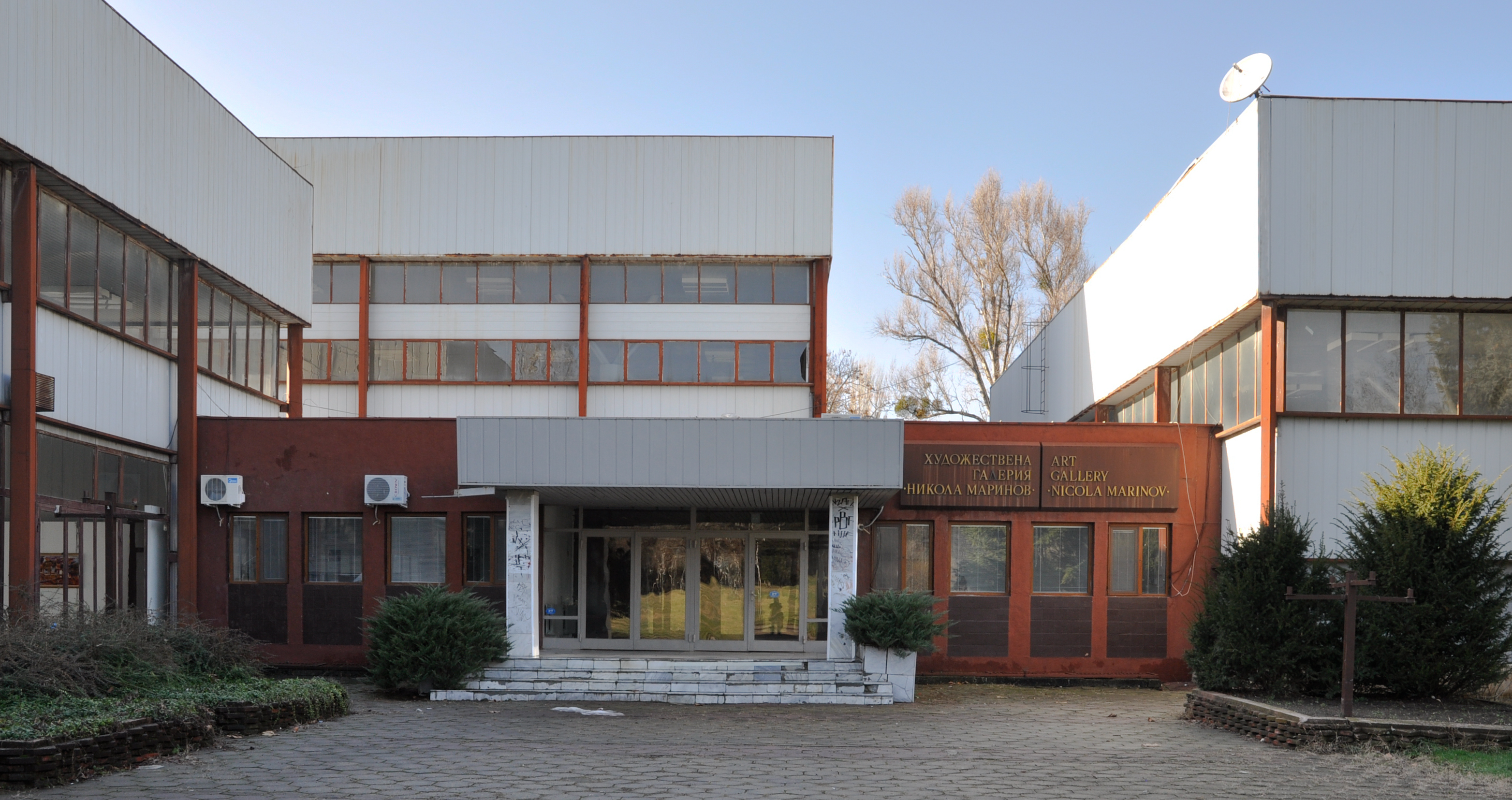
Художественная галерея «Никола Маринов»
в городе Тырговиште (фото 2010)

Художественная галерея в Тырговиште носит его имя .
Также его имя присвоено городской гимназии (болг.) (одной из девяти в родном городе художника.
Кроме того, галерея «Никола Маринов» с 1977 года организует международный пленэр акварелистов, опыту которого посвящены более 20 выпущенных к 2015 году изданий. Множество художников из разных стран (Финляндии, Румынии, Италии, Китая, России) стали участниками пленэров в Тырговиште, пополнив своими работами фонд галереи «Никола Маринов» .

## Изображения в сети
- Портрет девушки 1910-е годы; акварель, пастель, тушь 32 × 30 см
- Мать и дитя, 1917. Акварель галерея «Никола Маринов», Тырговиште
- Мать с младенцем на руках. Акварель
- Пиа (фрагмент. Акварель). Национальная художественная галерея Болгарии
- Мать и дитя. Акварель 35 × 46 см. Пловдивская городская художественная галерея (болг.)
- Девушки, 1931. Акварель 34.5 × 49 см. Художественная галерея города Казанлык [7]